# Meghann Fahy

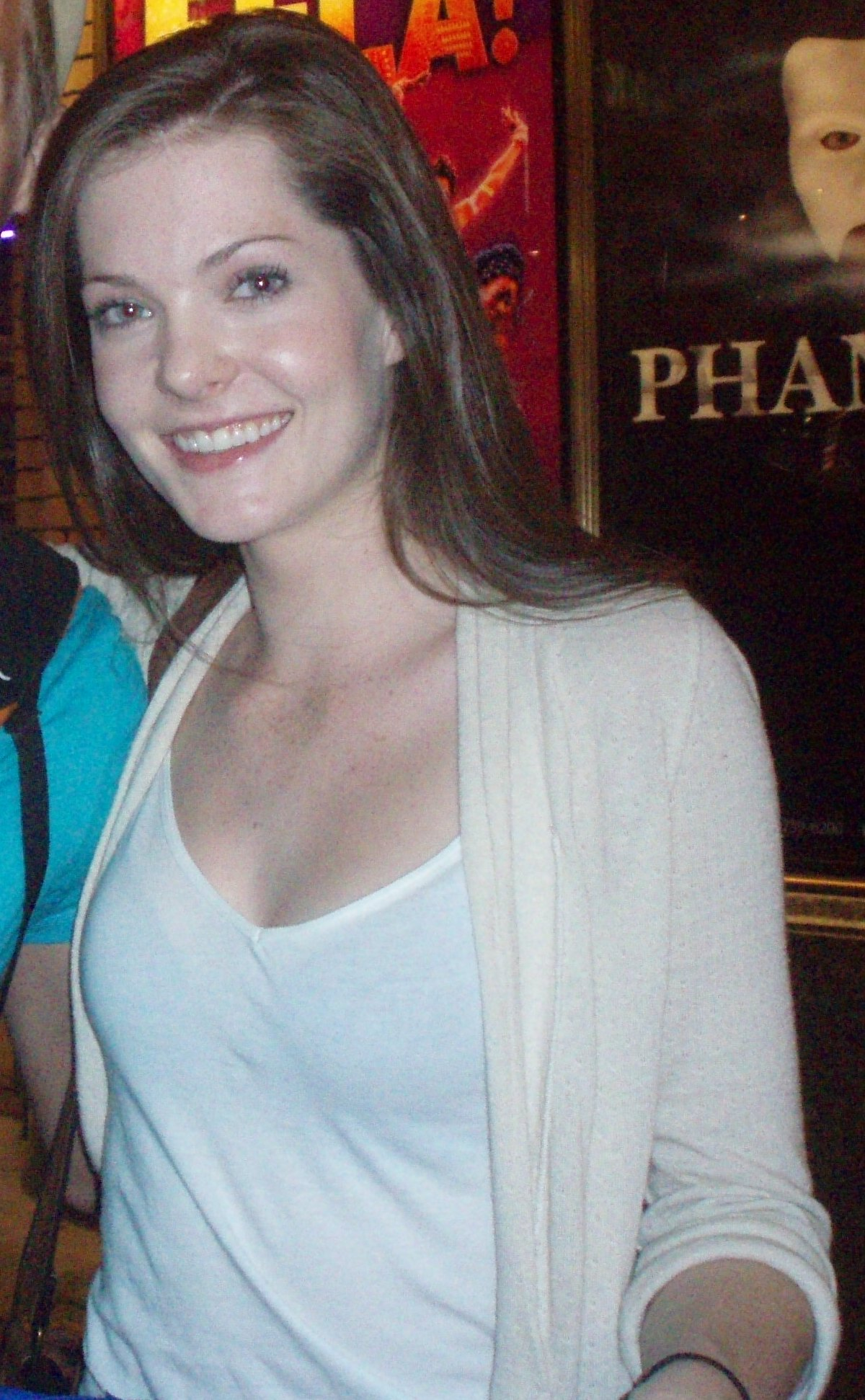
Meghann Fahy, 2010

Meghann Alexandra Fahy (* 25. April 1990 in Longmeadow, Massachusetts) ist eine amerikanische Schauspielerin und Sängerin, die vor allem durch ihre Hauptrolle als Sutton Brady in der Freeform Dramaserie The Bold Type – Der Weg nach oben, als Natalie Goodman im Musical Next to Normal und als Hannah O’Connor in der Dailysoap Liebe, Lüge, Leidenschaft (orig. One Life to Live) bekannt geworden ist.

## Biografie

### Kindheit und Jugend
Meghann Fahy ist die Tochter von Jon Fahy und Tammy Fahy. Sie hat einen Bruder, Jay Fahy, und besuchte die Longmeadow High School.
Fahy hat schon von Kindesbeinen an auf verschiedenen Veranstaltungen in der Umgebung ihrer Heimatstadt Longmeadow, Massachusetts gesungen. Ihre erste Bühnenrolle war die Dorothy Gale im Zauberer von Oz bei der Aufführung ihrer Abschlussklasse auf der Longmeadow High School.

### Karriere

#### Theater
Während des Sommers 2008 nahm Fahy an offenen Vorsprechen teil und wurde für die Zweitbesetzung von Jennifer Damiano als Natalie Goodman für die Produktion von Next to Normal bei Arena Stage engagiert. Sie blieb auch bei der Rolle, als das Stück in das Booth Theater am Broadway wechselte. Die Previews starteten am 27. März 2009. Nachdem Damiano den Cast am 18. Juli 2010 verlassen hatte, um sich für das Broadway-Musical Spider-Man: Turn off the Dark vorzubereiten, übernahm Fahy am folgenden Tag die Hauptrolle Natalie neben Marin Mazzie als ihre Mutter Diana und Jason Danieley als ihr Vater Dan. MacKenzie Mauzy übernahm für sie die Zweitbesetzung. Fahy spielte die Rolle am Broadway bis zur Schließung am 16. Januar 2011.
Im Dezember 2010 wurde bekannt gegeben, dass Fahy in Lesungen für die Adaption des Disney Kultklassikers Newsies gecastet wurde. Paper Mill Playhouse nahm das Musical in ihr Programm von 2011 bis 2012 auf und spielte es von 15. September bis 16. Oktober, allerdings ohne dass Fahy an der Produktion teilnahm.
2009 nahm Fahy außerdem Demos für die Kompositionen wie Brian Lowdermilk und Kait Kerrigans The Unauthorized Autobiography of Samantha Brown aufgenommen und trat in Konzertaufführungen in der Titelrolle bis zu 1. März 2011 auf.
Im Mai 2011 übernahm Fahy wieder die Rolle der Natalie Goodman in der Premierenwoche auf der ersten landesweiten Tour von Next to Normal in St. Paul, Minnesota. Die für die Rolle vorgesehene Emma Hunton konnte sie nicht übernehmen, da sie gleichzeitig einen Workshop in New York absolvieren wollte. Fahy blieb beim Ensemble und spielte an der Seite von Alice Ripley als Diana, Asa Somers als Dan, Jeremy Kushnier als Dr. Madden und Preston Sadleir als Henry.
Anschließend im Juli 2011 wurde bekanntgegeben, dass Fahy für The Unauthorized Autobiography of Samantha Brown am Goodspeed Opera House gecastet wurde. Sie übernahm wieder die Titelrolle, als die Auftritte am 4. August 2011 begannen und bis 28. August 2011 andauerten.
Im Januar 2012 trat Fahy bei der einmaligen Konzertlesung von Twilight: The Musical bei New World Stages als Bella auf.

#### Film und Fernsehen
Fahy trat erstmals in der Dailysoap Liebe, Lüge, Leidenschaft bei ABC als Collegestudent Hannah O’Connor auf. Sie beschrieb ihren Charakter mit den Begriffen „stalkt einen Exfreund“, „abhängig von Schmerztabletten“, „ist fixiert auf eine Mitstudentin“ und „Zeuge eines Verbrechens“. Die Rolle endete im November 2010. Hannah O’Connor trat dabei in 81 Episoden auf.
Andere erwähnenswerte Fernsehauftritte waren in Gossip Girl als Devyn und der Hallmark Hall of Fame-Film The Lost Valentine aus 2011 in dem sie die 1940er-Ära-Mutter Caroline Thomas spielt. An ihrer Seite spielten Betty White als junge Caroline in Rückblenden und Jennifer Love Hewitt als eine Reporterin, die von Carolines Geschichte erfährt. Im Jahr 2012 erschien Fahy sowohl in der Miniserie Political Animals als ambitionierte Bloggerin Georgia als auch in Dr. Dani Santino – Spiel des Lebens als Olivia DiFlorio als Tutor des Sohnes der Hauptdarstellerin.
2016 wurde Fahy in die Rolle der Sutton Brady für die Freeform Dramaserie The Bold Type - Der Weg nach oben besetzt. Die Premiere fand am 20. Juni 2017 und ging im Oktober 2020 mit der vierten Staffel auf Sendung, in der Fahy immer noch die Hauptrolle spielt.

## Filmografie

### Film
- 2012: Fifty Grades of Shay
- 2015: Those People
- 2015: Burning Bodhi
- 2015: Standardized
- 2016: Die Erfindung der Wahrheit (Miss Sloane)
- 2016: Our Time
- 2017: The Bracket Theory
- 2017: Lily + Mara
- 2024: Your Monster
- 2025: Rebuilding
- 2025: Drop – Tödliches Date (Drop)
- 2025: The Unbreakable Boy

### Fernsehen
- 2009: Gossip Girl (Episode 3x03)
- 2010–2012: Liebe, Lüge, Leidenschaft (One Life to Live)
- 2011: The Lost Valentine
- 2011: Good Wife (The Good Wife, Episode 3x06)
- 2012: Dr. Dani Santino – Spiel des Lebens (Necessary Roughness)
- 2012: Political Animals
- 2012: Chicago Fire (3 Episoden)
- 2013: It Could Be Worse
- 2014: Law & Order: Special Victims Unit (Episode 15x19)
- 2015: The Jim Gaffigan Show
- 2015: Blue Bloods – Crime Scene New York (Blue Bloods, Episode 6x01)
- 2017–2021: The Bold Type – Der Weg nach oben (The Bold Type, 52 Episoden)
- 2018: Deception – Magie des Verbrechens (Deception, Episode 1x10)
- 2019: Just Add Romance
- 2022: The White Lotus (Fernsehserie, 7 Episoden)
- 2024: Ein neuer Sommer (The Perfect Couple; Fernsehserie)
- 2025: Sirens (Miniserie, 5 Folgen)

## Broadway
- 2010: Next to Normal